# The Live Wire (film 1925)
The Live Wire è un film muto del 1925 diretto da Charles Hines. La sceneggiatura di John W. Krafft si basa su The Game of Light, racconto breve di Richard Washburn Child pubblicato nel luglio 1914 sull'Everybody's Magazine. Il film, prodotto da C.C. Burr e distribuito dalla First National, aveva come interpreti Johnny Hines, Edmund Breese, Mildred Ryan, J. Barney Sherry, Bradley Barker, Flora Finch.

## Trama
Il Grande Maranelli viene forzato ad abbandonare il circo che lascia insieme a Sawdust Sam, affrontando con il suo compagno di avventure le sfide della strada. Nei suoi vagabondaggi, incontra Dorothy Langdon, la figlia del presidente di una società elettrica, azienda dove Maranelli trova un lavoro. Il vecchio Lagdon sta preparandosi ad aprire un grande parco di divertimenti ma si vede costretto a fronteggiare le molte difficoltà e i grossi guai causati ad arte da George Trent, il suo socio, che - segretamente - vuole boicottarlo. L'apertura del parco viene messa seriamente in forse quando, la sera dell'inaugurazione, Trent sabota il sistema elettrico distruggendo la dinamo che lo alimenta. Ma non si ferma solo a questo: rapisce infatti anche Dorothy. Il Grande Maranelli entra subito in azione; dopo essere riuscito a trovare la ragazza rapita, la libera, trovando poi una soluzione pure per il problema energetico, facendo collegare i circuiti elettrici del parco di divertimenti a quelli del circuito pubblico cittadino. La serata di apertura sarà un vero successo e il Grande Maranelli, che si è innamorato, ricambiato, di Dorothy, si fidanza con lei.

## Produzione
Il film, prodotto dalla C.C. Burr Productions Inc., venne girato nel Tec-Art Studio in Jackson Avenue, nel Bronx, a New York.

## Distribuzione
Il copyright del film, richiesto dalla First National Pictures, Inc., fu registrato il 14 settembre 1925 con il numero LP21815.
Distribuito dalla First National Pictures e presentato da C.C. Burr, il film uscì nelle sale cinematografiche statunitensi il 20 settembre 1925 come The Live Wire (il titolo completo era The Live Wire, or The Slide for Life). Il 14 dicembre 1925, il film fu distribuito anche in Svezia con il titolo Johnny Bråttom på styva linan mentre in Finlandia uscì il 1º maggio 1926. La First National Film Distributors lo distribuì nel Regno Unito il 19 giugno 1926. In Brasile, venne ribattezzato O Cavador e in Francia La glissade infernale.
Copie della pellicola sono conservate negli archivi della Library of Congress di Washington, del George Eastman House di Rochester e in collezioni private.